# Vienne-le-Château
Vienne-le-Château – miejscowość i gmina we Francji, w regionie Grand Est, w departamencie Marna.
Według danych na rok 1990 gminę zamieszkiwało 609 osób, a gęstość zaludnienia wynosiła 12 osób/km².